# Ucrania Amarilla

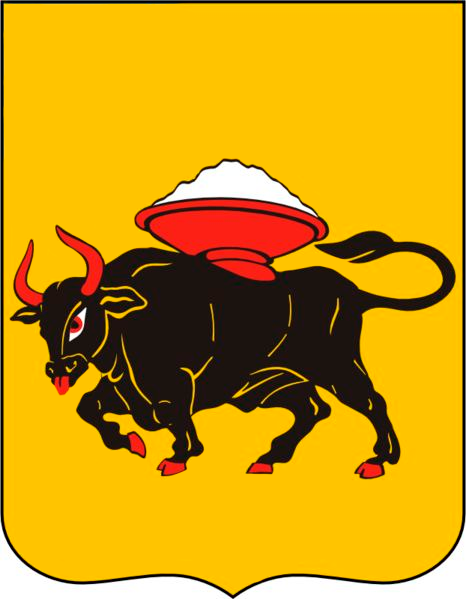
Escudo de la ciudad de Engels, que hace referencia a los Chumaks ucranianos cuando empezaron a colonizar la región en busca de sal en el siglo XVIII.

La Ucrania Amarilla fue una región surgida a consecuencia de la migración masiva de ucranianos desde el siglo XVIII a territorios remotos del imperio ruso, al igual que en Ucrania Verde y Ucrania Gris.
Al contrario que en Ucrania Gris o en Ucrania Verde, esta región, que se sepa, no contó con la suficiente población como para formar un estado independiente apoyando la independencia de la República Popular Ucraniana, aunque quizá sería cuestión de tiempo comparándola con la evolución del resto de colonias, ya que se cree que la base de la población ucraniana prácticamente desapareció tras el Holodomor y la población restante fue perdiendo su autoidentificación con el paso de los años.
En las regiones del Volga hay una densa red de asentamientos que fueron colonizados y fundados por ucranianos, principalmente en Astracán, Volgogrado, Sarátov y Samara. La población de estas regiones es mixta, generalmente dominada por los rusos, pero hay una serie de distritos y asentamientos en los que los ucranianos, dado el asentamiento concentrado, forman una mayoría local en comparación con otras nacionalidades, incluso hay zonas rurales puramente ucranianas. Los distritos rurales mixtos ruso-ucranianos también están muy extendidos. 
Las comunidades ucranianas más grandes se concentran en las ciudades de Sarátov y Volgogrado. Además, grandes comunidades de ucranianos se concentran en Samara, Toliatti, Kazan y Astracán. Se conocen zonas rurales ucranianas importantes en la región de Oremburgo en las regiones de Ural, Aktobé, en el sur de la república de Baskortostán. Las grandes comunidades urbanas se encuentran en las ciudades de Oremburgo, Orsk, Aktobé, Atirau y Oral.